# Rachel (film 2017)
Rachel è un film del 2017 scritto e diretto da Roger Michell, con protagonista Rachel Weisz e Sam Claflin, tratto dal romanzo del 1951 Mia Cugina Rachele, di Daphne du Maurier.

## Trama
Il giovane Philip, cresciuto come un figlio da Ambrose, scopre di una sua grave malattia durante un suo viaggio in Italia. Raggiunta Firenze, Philip scopre che Ambrose è morto e che Rachel, una cugina che aveva sposato da poco è già partita.
Philip torna in Cornovaglia convinto che a causare la morte di Ambrose sia stata proprio Rachel, ma poco tempo dopo la donna si presenta alla tenuta. Il ragazzo finisce per infatuarsi di Rachel tanto da assegnarle una parte della sua eredità per permetterle di vivere nel lusso. La donna accetta di buon grado i soldi ma rifiuta la proposta di fidanzamento. Philip cade malato a sua volta e con l'aiuto di Louise, da sempre innamorata di lui, cerca eventuali indizi per provare la sua colpevolezza ma non trova nulla. Uscito alla ricerca della donna, la trova morta sotto la scogliera, a seguito del cedimento del sentiero che stava percorrendo a cavallo.
Sono passati diversi anni, Philip è ormai sposato con Louise e padre di due figli ma non riesce a togliersi dalla testa il ricordo di Rachel.

## Produzione
Nel settembre 2015 Rachel Weisz e Sam Claflin entrano a far parte del cast del film. Nel febbraio 2016 ne entra a far parte anche Holliday Grainger.

## Distribuzione
La pellicola è stata distribuita nelle sale statunitensi e britanniche a partire da 9 giugno 2017. In Italia l'uscita era inizialmente prevista per il 5 ottobre dello stesso anno, ma fu posticipata al 15 marzo 2018.

## Accoglienza

### Critica
Il film è stato ben accolto dalla critica. Sul sito Rotten Tomatoes ottiene il 76% delle recensioni professionali positive con un voto medio di 6,6 su 10, basato su 131 critiche.

### Incassi
Il film ha incassato a livello internazionale 9,2 milioni di dollari, di cui 2,7 milioni negli Stati Uniti.

## Riconoscimenti
- 2017 - British Independent Film Awards
  - Candidatura per i migliori costumi a Dinah Collin
- 2018 - Evening Standard British Film Awards
  - Candidatura per la miglior attrice a Rachel Weisz